# Parantheopsis georgiana
Parantheopsis georgiana is een zeeanemonensoort uit de familie Actiniidae.
Parantheopsis georgiana is voor het eerst wetenschappelijk beschreven door Pfeffer in 1889.